# User State Migration Tool
Das User State Migration Tool (USMT) ist ein Kommandozeilenprogramm von Microsoft, um Benutzerdateien und Benutzereinstellungen von einem Windows-Computer auf einen anderen zu übertragen. Es ist hauptsächlich für Netzwerkadministratoren bestimmt, wenn eine größere Anzahl von Windows-Computern auf eine andere Version zu migrieren ist. Der Einsatz erfolgt via Skriptaufruf oder, wenn zum Beispiel die Migration mittels SCCM durchgeführt wird, integriert in den Aufsetz-Prozess des Betriebssystems. Für die Migration einzelner Computer, also z. B. für den Heimgebrauch, ist das Programm Windows Easy Transfer (WET) vorgesehen.
USMT migriert Dateien und Einstellungen der Windows-Versionen 2000, XP, Vista und Windows 7. Migrationen von 32-Bit-Versionen zu 64-Bit-Versionen sind möglich, umgekehrt jedoch nicht. USMT 4.0 unterstützt keine Windows-Server-Betriebssysteme und darüber hinaus auch nicht Windows 2000 und die Starter-Editionen von Windows XP, Windows Vista oder Windows 7. Außerdem unterstützt USMT 4.0 die Migration von Windows XP nur mit Service Pack 2 oder Service Pack 3.

## Versionen
USMT 3.0.1 und 2.6.2 sind öffentlich verfügbar. USMT 3.0.2 ist eine limitierte private Veröffentlichung auf Microsoft Connect für ausgewählte Kunden. USMT 4.0 und höher werden im Windows Automated Installation Kit (AIK) mitgeliefert.

## Quell- und Ziel-Betriebssysteme
| USMT Version | Ursprungs-Betriebssystem | Ziel-Betriebssystem                                                                           |
| ------------ | --- | --------------------------------------------------------------------------------------------- |
| USMT 2       | Windows 98, Windows NT 4.0, Windows 2000 Professional, Windows XP, Windows XP Professional x64                                          | Windows 2000 Professional, Windows XP                                                         |
| USMT 3       | Windows 2000 Professional, Windows XP, Windows XP Professional x64, Windows Vista (Alle 32-Bit und 64-Bit Editionen)                    | Windows XP, Windows Vista (Alle 32-Bit und 64-Bit Editionen)                                  |
| USMT 4       | Windows XP SP3, Windows XP Professional x64, Windows Vista SP1 und Windows 7 (Alle 32-Bit und 64-Bit Editionen)                         | Windows Vista und Windows 7 (Alle 32-Bit und 64-Bit Editionen)                                |
| USMT 5       | Windows XP, Windows XP Professional x64, Windows Vista, Windows 7 und Windows 8 (Alle 32-Bit und 64-Bit Editionen)                      | Windows Vista, Windows 7 und Windows 8 (Alle 32-Bit und 64-Bit Editionen)                     |
| USMT 6.1     | Windows XP, Windows XP Professional x64, Windows Vista, Windows 7, Windows 8, Windows 8.1 (All 32-bit and 64-bit editions)              | Windows Vista, Windows 7, Windows 8, Windows 8.1 (All 32-bit and 64-bit Editions)             |
| USMT 10      | Windows XP, Windows XP Professional x64, Windows Vista, Windows 7, Windows 8, Windows 8.1, Windows 10, (All 32-bit and 64-bit editions) | Windows Vista, Windows 7, Windows 8, Windows 8.1, Windows 10 (All 32-bit and 64-bit Editions) |

## Was USMT transferiert
USMT erfasst:
- Ausgewählte Benutzerkonten,
- Benutzerdateien und Ordner,
- Windows-Einstellungen,
- Programm-Dateien und Einstellungen,
- E-Mails, Einstellungen und Kontakte,
- Fotos, Musik und Videos,
- Internet-Einstellungen.